# Vilanova (La Baña)
Vilanova es una aldea española situada en la parroquia de Corneira, del municipio de La Baña, en la provincia de La Coruña, Galicia.

## Demografía
| Gráfica de evolución demográfica de Vilanova entre 2000 y 2018 |
|                                                                |
| Datos según el nomenclátor publicado por el INE.               |